# Chamgholū
Chamgholū (persiska: چَمقُلو, چُمُقلو, چُماقلو, چَم اُغلی, چَماقلو, چُم قُلو, Chamqolū, چمغلو) är en ort i Iran.   Den ligger i provinsen Kurdistan, i den nordvästra delen av landet, 300 km väster om huvudstaden Teheran. Chamgholū ligger 1 846 meter över havet och antalet invånare är 528.
Terrängen runt Chamgholū är lite kuperad.Runt Chamgholū är det ganska tätbefolkat, med 62 invånare per kvadratkilometer. Närmaste större samhälle är Qorveh, 18,8 km öster om Chamgholū. Trakten runt Chamgholū består till största delen av jordbruksmark.